# モンパルナス駅脱線事故
モンパルナス駅脱線事故（モンパルナスえきだっせんじこ、仏: Accident ferroviaire de la gare Montparnasse）は、1895年10月22日午後4時に、フランスの首都パリにあるモンパルナス駅に到達した西部鉄道の列車が、駅舎2階の行止式停車場で所定の位置に止まりきれずに脱線し、機関車が駅舎のファサードを突き破って地上に落下した事故である。落下した広場にいた1人の女性が犠牲となった。

## モンパルナス駅

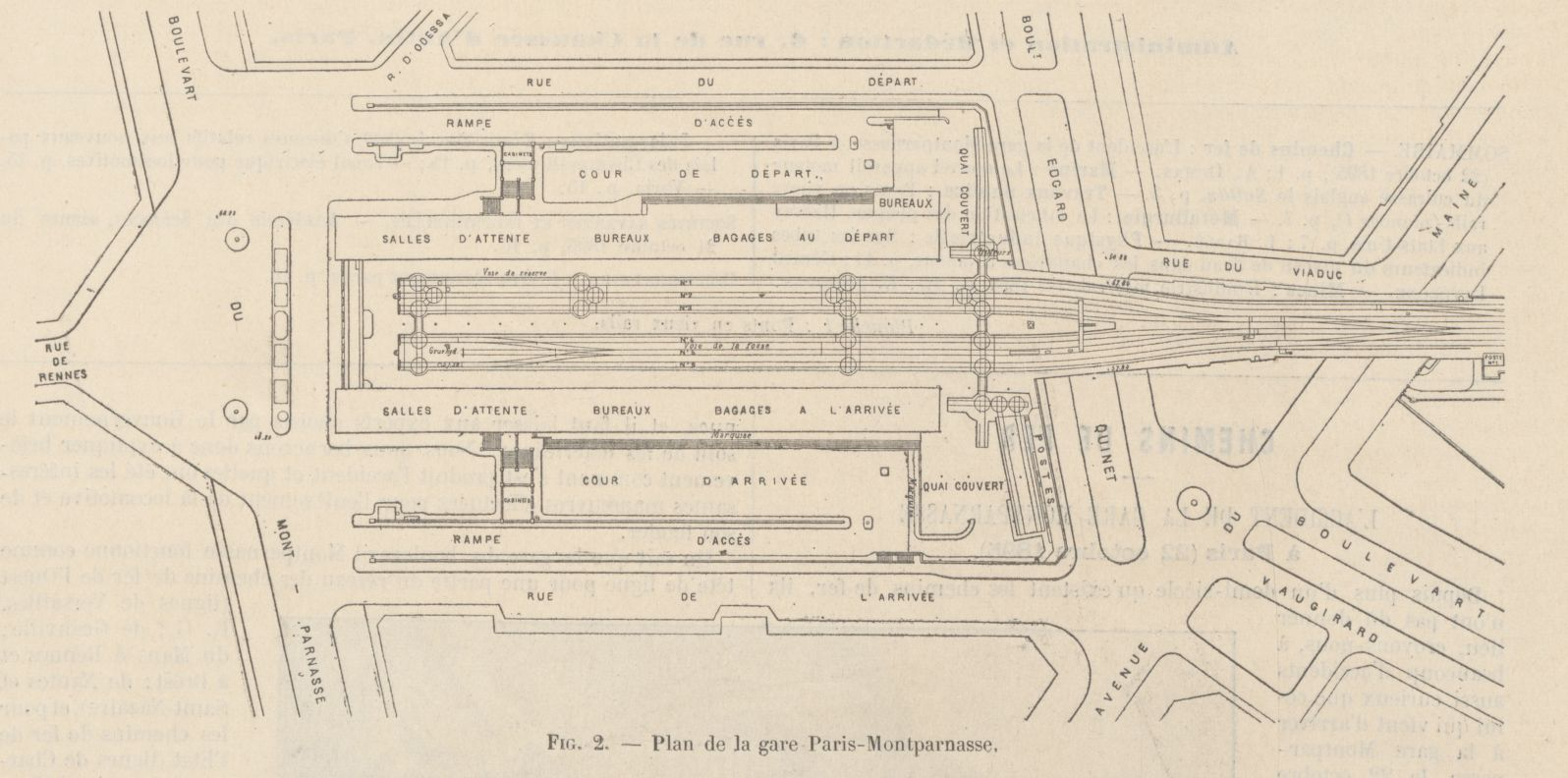
(図)1895年当時のモンパルナス駅と周辺

モンパルナス駅は、もともと西部鉄道会社（Compagnie des chemins de fer de l'Ouest）が建設した駅であったことから当初は「西駅」（Gare de l'Ouest）と呼ばれ、パリとフランス西部のグランヴィルやル・マンを結ぶ路線が同社によって運行されていた。その後ナントやソミュール、ボルドーを首都と結ぶフランス国鉄が同駅に乗り入れるようになった。モンパルナス駅は1番線から6番線を持つターミナル駅で、乗降場は駅舎の2階部分にあり、駅に進入する線路は入口手前のメーヌ通りとエドガー＝キネ大通りをまたぐ高架橋を登って構内に入る形であった（図を参照）。駅舎の正面はレンヌ通りとモンパルナス大通りが交差するレンヌ広場に面しており、2階のホームは地上から約9メートルの高さにあった。

## 事故

### 事故の発生
1895年10月22日、西部鉄道が運行する急行列車56号は、蒸気機関車No. 721（車軸配置2-4-0、フランス式表記120）が牽引する荷物車3両、郵便車1両、客車8両の編成で、グランヴィル8時45分発、パリ・モンパルナス駅に15時55分着の予定であった。列車はグランヴィルを定時発車したものの、パリ近郊のヴェルサイユ＝シャンティエ駅を過ぎた時点で7分の遅れが生じており、その後モンパルナス駅に着くまでに2分を回復したが、減速が不十分なまま約40km/hで6番線に進入した。止まりきれなかった機関車は車止めと線路端のコンクリート堤を粉砕した上、さらに15メートル先の駅舎外壁を突き破って建物の外へ飛び出し、およそ9メートル下のレンヌ広場に落下した。炭水車は連結部が壊れて後部が建物に引っかかって宙づりとなり、残りの車両は駅構内に留まった。

### 被害

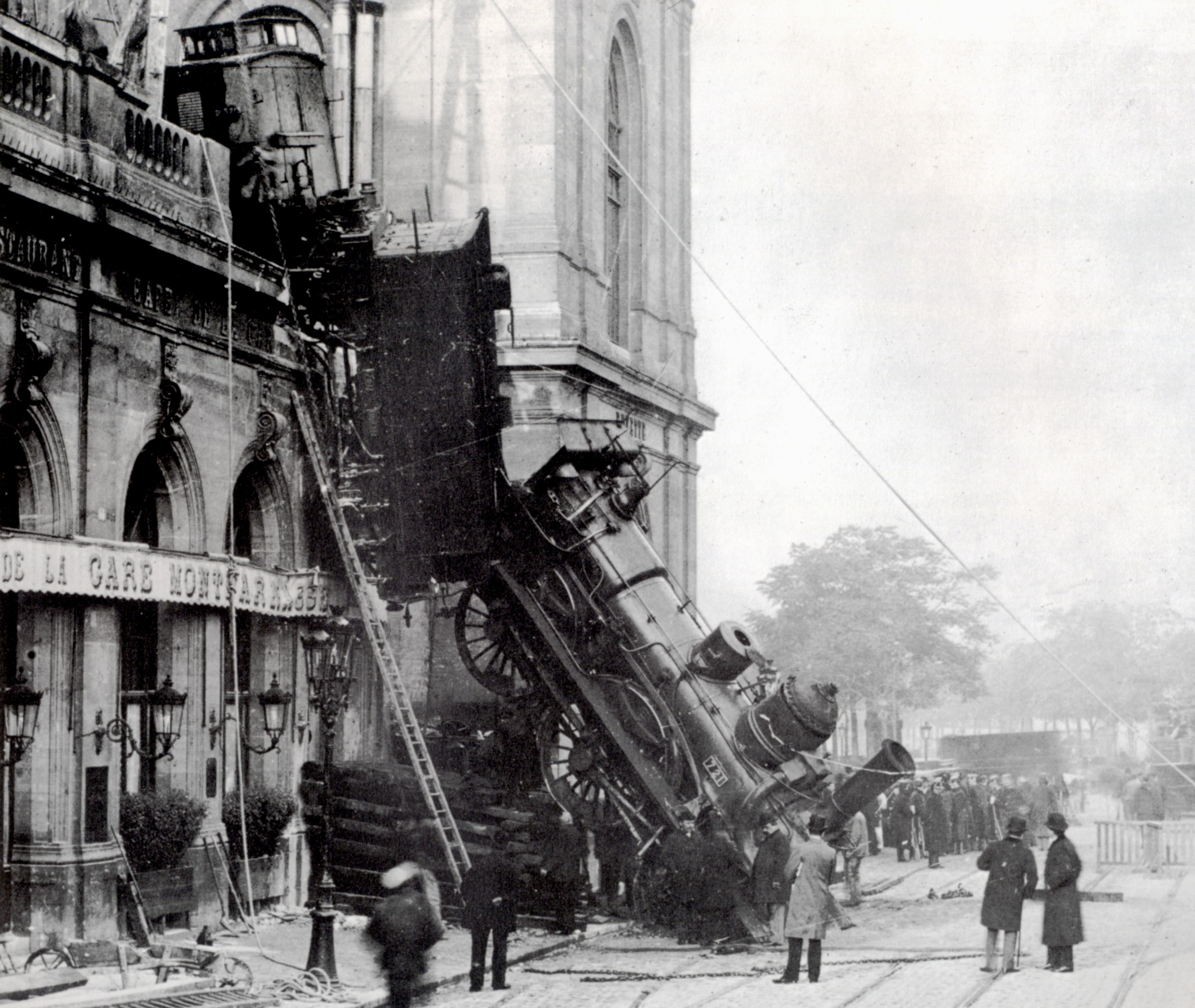
事故現場を西側から見た様子

この事故によって、レンヌ広場で1人が死亡し、別の通行人1人が負傷したほか、列車の乗客数人と乗務員が負傷したが、いずれも軽傷であった。
機関車の落下地点付近にいたマリー＝オーギュスティーヌ・アギヤール（Marie-Augustine Haguillard）は、崩落したファサードのブロック石と機関車の灰箱にあたり、唯一の死亡者となった。
機関車が落下したレンヌ広場には馬車鉄道の停留所があったが、停留所の上屋に乗客はおらず、出発を待っていた満員の馬車鉄道が、事故の騒音に驚いた馬が客車を引いてその場から離れたため、難を逃れた。また、駅構内6番線の線路の延長線上にあった売店の店主ペルティエ夫人は、自分に向かってくる列車に気づいて逃げたので、巻き込まれずにすんだ。機関士ペルランと火夫ガルニエの2人は、機関車が地上へ落下する前に外へ脱出して大きな怪我はなかった。
列車は、車止めや壁に衝突して止まっていればテレスコーピング現象が起きかねない状況であった。しかし、実際には機関車と炭水車が駅舎の壁を破って落下し、その結果空気ブレーキのブレーキ管が破損して自動制動が作用し、最後尾の荷物車の手ブレーキも手伝って線路上に留まり、乗客123人の中には軽い怪我をした者がいたが、重傷者は出なかった。

### 報道と人々の反応
午後に起きたこの事故のニュースは、瞬く間に広まった。公共事業省のデュピュイ・デュタン大臣と警察のレピーヌ長官が17時30分に事故現場を訪れたほか、大勢の群衆が見物に集まった。騎馬隊20人と歩兵100人からなる地方警備隊が出て現地の警備や整理にあたった。駅自体は営業を続けたので、構内の事故の現場を一目見ようと、列車に乗りもしない数千人もの野次馬が最も安い切符を購入し、警察の入場制限をかいくぐって中に入った。翌日の新聞は Une locomotive en fuite（暴走機関車）などとさまざまな見出しで事故を報じ、大衆紙は5日間にわたって機関車からの「脱出劇」を書き続けた。しばらくの間は現場を見ようと訪れる人が絶えず、交通機関や現地で商売を営む人々にとっては「儲けもの」となった。この事故は、米国でも新聞に取り上げられた。

### 原因調査の開始・乗務員の証言
事故の翌朝に警察と予審判事から聞き取り調査を受けた機関士と火夫は、ウェスティングハウス製の空気ブレーキに不具合があったと訴えた。パリに入ってからの分岐や踏切を減速通過したときには普段どおり作動していたのが、モンパルナス駅の数百メートル手前のシャトー通りで効かなくなったと証言した。そのときの速度はおよそ時速60kmで、蒸気の反転や砂撒きを行い、汽笛合図で車掌に非常ブレーキの操作を指示するなど手を尽くしたが間に合わなかったと言った。機関がようやく後進状態になったのは駅の車止めからわずか数十メートル手前で、主任車掌は空気ブレーキの車掌弁を開けずに、荷物車の手動ブレーキをかけただけであった。事故の調査責任者として、警察および公共事業省は技師のミシェル・レヴィを指名した。

### 撤去作業

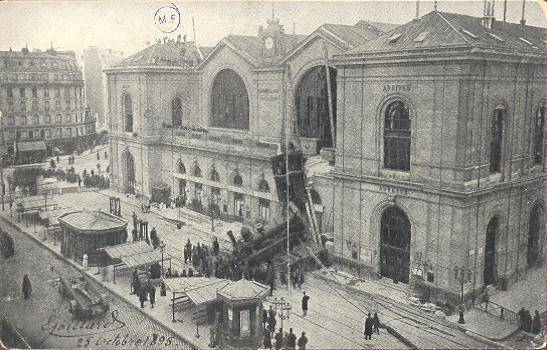
1895年10月25日のモンパルナス駅前の様子

炭水車が落下しないよう固定しても、重量約50トンの機関車は依然として不安定で危険な体勢だったので、どうすれば二次的被害を起こさずに機関車を撤去できるか、作業を託された技術者らは頭を悩ませた。そこで考えられたのが、厚板を階段状に組んだ台を機関車の下に置き、徐々に下ろす方法だった。まず、およそ50人の男性と15頭ほどの馬で慎重に引いてみたが、2回失敗した後、巨大なウィンチと強力なジャッキの投入に踏み切り、10月25日にようやく機関車を下ろせた。車体は小さいピストンが壊れたほか、部品数点に歪みが生じた以外はほとんど無傷であった。こうして機関車は25頭の馬が引く荷車に載せられ、ジャベル地区のカイル工場に運ばれて、判事によって指名されたレヴィ技師による調査が開始されることになった。
最後に、ファサードに張り付いていた炭水車を3基の小型クレーンと線路の側から引っ張る機関車で駅構内の線路に戻す作業が行われ、撤去作業が完了した。こうして、10月28日には、レンヌ広場を歩行者や馬車鉄道が再び通行できるようになった。

## 事故の責任と裁判

### 裁判
西部鉄道会社は、アギヤール夫人の事故死に対する民事責任を取り、配偶者に穏当な額の賠償金と子どもたちの養育費を支払い、さらにその子らに対して自社での雇用機会を用意すると約束し、和解した。
一方、1896年1月25日、機関士ペルランと主任車掌マリエットを被告人として過失致死と過失傷害の刑事責任を問う裁判が始まった 。
1846年11月15日のオルドナンス（行政命令）によって、列車が駅構内に進入するときは、機関士が速度を十分に落とすことが定められていた。また、1883年7月17日の運転業務服務規定により、線路の施工基面が高い位置にあるモンパルナス駅では空気ブレーキの使用が禁じられていた。一方、車掌に対しては、機関士が汽笛合図で緊急ブレーキの操作を指示した場合には、手動ブレーキではなく、ウェスティングハウス製ブレーキの弁を開かなければならないとの規則があった。
1896年2月25日に開催された公聴会では、西部鉄道会社の主任技士ペルタンと同技士ジャネット、それに判事が任命した専門家である技師のレヴィが証言を行った。空気ブレーキについては意見が割れた。ペルタンは、ブレーキは動作していたが、雨で効き目が悪くなっていたのが停止できなかった原因だとした。ジャネットとレヴィは、ブレーキが壊れていた可能性もあるとした。また、レヴィは、ブレーキの不具合があったとしても、いずれにしろ列車の速度が時速65キロメートルと出すぎであり、車掌に対する汽笛の合図が遅すぎたと述べた。ただし、ペルランは模範的乗務員で、事故当日は6時間45分も乗務していたこと、取り戻そうとした運行の遅れは彼の責任ではないことなどを考慮すべきだと付け加えた。さらに、車掌の責任についてレヴィは、ウェスティングハウス製ブレーキの導入以来車掌がブレーキ操作をする機会は減っており、ブレーキを非常動作させることはきわめて異例のことである。また、主任車掌は到着時の管理業務に忙殺されていたと述べた。これらにより、車掌の責任が大きいものとは思えないと言った。

### 判決
1896年3月31日、裁判所は、機関士と主任車掌に過失があったとはいえ「大いに酌量すべき事情があった」として、機関士のペルランに過失致死傷害の罪で懲役2か月（執行猶予付き）と罰金50フラン、主任車掌のマリエットには「最も軽い」過失に対して罰金25フラン（執行猶予付き）を言い渡した。

## 写真と後世の作品など

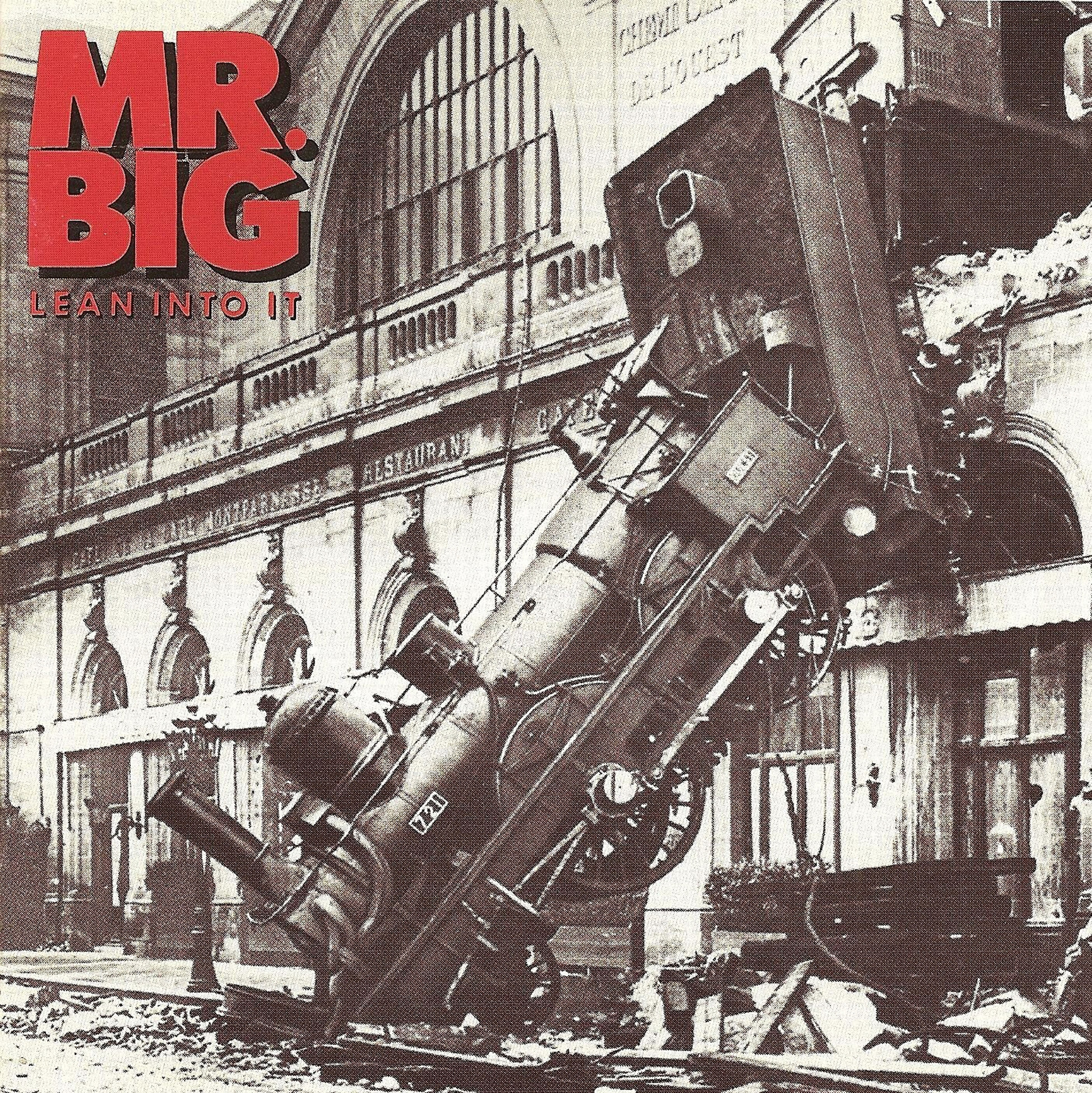
Mr. Bigのアルバム『リーン・イントゥ・イット』のジャケット

モンパルナス駅事故の現場は、機関車と炭水車の撤去作業が開始されるまでの数日間、発生直後のまま保存されたので、Studio Lévy et fils、Léopold Louis Mercier、Henri Roger-Violletを含む多数のスタジオやフォトグラファーが写真を撮影した。なかでもLévy et filsのものは、交通史上最も有名な写真のひとつとなり、漫画やレコードのジャケットなど、さまざまに利用されている。
たとえば、ジャック・タルディの漫画シリーズAventures extraordinaires d'Adèle Blanc-Secの第4巻Momies en folie（1978年）にLévy et filsの写真をもとにした画が描かれているほか、複数の漫画家がこの事故にアイデアを得た作品を描いている。
音楽レコードでは、アメリカのハードロック・バンドMr. Bigの『リーン・イントゥ・イット』（1991年）やオランダのパンク・バンドThe Exとアメリカのチェロ奏者トム・コラによるコラボアルバム『Scrabbling at the Lock』（1991年）のジャケットに、やはりLévy et filsの写真が採用されている。さらに、Leon Inc.のアルバム『Warranty Void If Removed』（2019年）も、この写真をもとにしたデザインのジャケットを使用している。

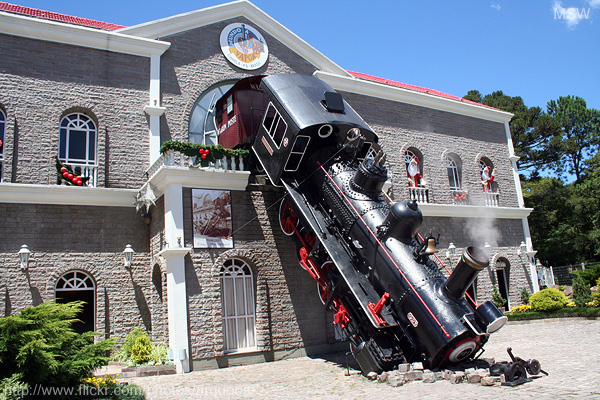
ブラジルのテーマパークMundo a Vaporに設置されているレプリカ

アニメ作品では、『きかんしゃトーマス』のシーズン5第3エピソード「Better View for Gordon」（1998年）に、このモンパルナス駅での事故をモチーフにしたシーンがある。
映画では、マーティン・スコセッシ監督の『ヒューゴの不思議な発明』（2011年）にモンパルナス駅の事故に非常によく似たシーンがあり、アレクシス・ミシャリク監督の『シラノ・ド・ベルジュラックに会いたい!』（2020年日本公開）では、オープニングでこの事故が描かれている。
ブラジルのリオグランデ・ド・スル州カネラにあるテーマパークMundo a Vapor（蒸気の世界）には、事故で落下した機関車のレプリカが展示されている。